# Le prince de Galles
Le prince de Galles è un film documentario del 1902 dei Fratelli Lumière che mostra il re Edoardo VII del Regno Unito.